# Gmina Sieniawa
Die Gmina Sieniawa ist eine Stadt-und-Land-Gemeinde im Powiat Przeworski der Woiwodschaft Karpatenvorland in Polen. Ihr Sitz ist die gleichnamige Stadt mit etwa 2100 Einwohnern.
Die Gemeinde liegt im Talkessel von Sandomierz. Zu den Gewässern gehört der Fluss San.

## Gliederung
Zur Stadt-und-Land-Gemeinde Sieniawa gehören neben der Stadt neun Dörfer mit Schulzenämtern:
- Czerce
- Czerwona Wola
- Dobra
- Dybków
- Leżachów
- Paluchy
- Pigany
- Rudka
- Wylewa